# Henk Willemsens
Henk Willemsens (ur.  1961) – holenderski brydżysta.
Henk Willemsens jest profesjonalnym brydżystą i nauczycielem brydża.
Jest również autorem książek brydżowych:
- Henk Willemsens: Bridge Acolplus : 30 lessen voor de gevorderde bridger. Brak numerów stron w książce
- Henk Willemsens: It's all in the small : how to discover and profit from small clues for winning bridge. Brak numerów stron w książce
- Henk Willemsens: BruWil bidding system. Brak numerów stron w książce

## Wyniki brydżowe

### Zawody światowe
W światowych zawodach zdobył następujące lokaty:
| Mistrzostwa Świata. Konkurencja teamów | Mistrzostwa Świata. Konkurencja teamów | Mistrzostwa Świata. Konkurencja teamów | Mistrzostwa Świata. Konkurencja teamów | Mistrzostwa Świata. Konkurencja teamów | Mistrzostwa Świata. Konkurencja teamów |
| Rok                                    | Miejsce                                | Zawody                                 | Kategoria                              | Drużyna                                | Pozycja                                |
| -------------------------------------- | -------------------------------------- | -------------------------------------- | -------------------------------------- | -------------------------------------- | -------------------------------------- |
| 2011                                   | Veldhoven                              | 40. Mistrzostwa Świata Teamów          | Trans                                  | Star 1                                 | 32                                     |

### Zawody europejskie
W europejskich zawodach zdobył następujące lokaty:
| Zawody europejskie. Konkurencja teamów | Zawody europejskie. Konkurencja teamów | Zawody europejskie. Konkurencja teamów  | Zawody europejskie. Konkurencja teamów | Zawody europejskie. Konkurencja teamów | Zawody europejskie. Konkurencja teamów |
| Rok                                    | Miejsce                                | Zawody                                  | Kategoria                              | Drużyna                                | Pozycja                                |
| -------------------------------------- | -------------------------------------- | --------------------------------------- | -------------------------------------- | -------------------------------------- | -------------------------------------- |
| 2008                                   | Amsterdam                              | 7 Puchar Europy                         | Open                                   | BS Netherlands                         | 2                                      |
| 1982                                   | Salsomaggiore                          | 8 Młodzieżowe Mistrzostwa Europy Teamów | Juniorzy                               | Netherlands                            | 8                                      |